# 23133 Rishinbehl
23133 Rishinbehl este un asteroid din centura principală de asteroizi.

## Descriere
23133 Rishinbehl este un asteroid din centura principală de asteroizi. A fost descoperit pe 5 ianuarie 2000 la Socorro, New Mexico, în cadrul proiectului LINEAR. Asteroidul prezintă o orbită caracterizată de o semiaxă mare de 2,39 ua, o excentricitate de 0,15 și o înclinație de 6,9° în raport cu ecliptica.